# تپه سردارآباد
تپه سردارآباد مربوط به اواسط هزاره دوم قبل از میلاد است و در شهرستان شوشتر، روستای سردارآباد واقع شده و این اثر در تاریخ ۲۲ آذر ۱۳۵۵ با شمارهٔ ثبت ۱۳۰۴ به‌عنوان یکی از آثار ملی ایران به ثبت رسیده است.